# Chelsea (Londyn)
Chelsea – zamożna dzielnica mieszkaniowo-handlowa położona w centralnym Londynie, na północnym brzegu Tamizy, na terenie gminy Royal Borough of Kensington and Chelsea. W przeszłości dzielnica była skupiskiem artystycznej bohemy, a obecnie jest jedną z najdroższych lokalizacji w kraju.
Główną ulicą Chelsea jest biegnąca przez całą jej długość King’s Road. Na terenie dzielnicy znajduje się m.in. dom opieki dla weteranów Royal Hospital Chelsea, muzeum wojskowe National Army Museum oraz ogród botaniczny Chelsea Physic Garden.
Przez Chelsea nie przebiega żadna linia metra, najbliższą stacją jest znajdująca się na północno-wschodnim skraju dzielnicy Sloane Square.
Na zachód od Chelsea znajduje się dzielnica Fulham, na północny zachód Earl’s Court, na północ Knightsbridge, na północny wschód Brompton i Belgravia, na wschód Pimlico, a na południe, na przeciwległym brzegu Tamizy – Battersea.